# Distrito de Luya
El distrito de Luya es uno de los veintitrés distritos de la Provincia de Luya, ubicado en el Departamento de Amazonas, en el norte del Perú. Limita por el norte con los distritos de Luya Viejo, Santa Catalina, San Jerónimo, San Cristóbal, Lamud y Trita; por el este con la provincia de Chachapoyas; por el sur con el distrito de Lonya Chico y; por el oeste con el distrito de Conila.
Desde el punto de vista jerárquico de la Iglesia católica forma parte del diócesis de Chachapoyas.

## Historia
Luya, nace como una tribu denominada Yullac o Llullao; ubicada en la cima del cerro Shuclla, lugar donde se encontraron vestigios arqueológicos de cerámica y restos óseos que corresponden al periodo intermedio temprano, como lo señala el arqueólogo Church. Luego, pasó a formar parte de la cultura Chillaos, junto a otras etnias, como Conilape, Longape, Jacapatos, Chipurik, Kuelape, Tambillo y Karajia. 
En tiempos del virreinato, pasó a ser capital del corregimiento de la provincia de los Chillaos, por su cercanía a la ciudad de chachapoyas que se encontraba a tan solo cinco leguas, contando con temple frío y tierras productivas, tal como lo narra el misionero español Antonio Vásquez de Espinoza (1569). 
En 1732, el 5 de octubre, se tomó posesión del valle conocido como Jucusbamba, que deriva del vocablo quechua Shucshubamba (Valle de Carrizos), que era un pantano. Ahí fue donde se trazaron las calles y se determinó la ubicación de la plaza, la iglesia y el cabildo. 
En tiempos de la república, Luya pasó a ser capital de distrito, con sus anexos:Chocta, Colmata, Corobamba, El Molino, Huaychopampa y Shipata. Además, cuenta con dos caseríos: Corazón de Jesús y Pampa Hermosa.

## Geografía
Abarca una superficie de 91,21 km² y tiene una población estimada mayor al 2015 de 4 218 habitantes. 
Su capital es el pueblo de Luya.

### Pueblos y caseríos del distrito de Luya
| - Luya - Corobamba - Huaychopampa - Corazón de Jesús - Shipata - Chocta - Colmata - El Molino | - Tejapata - Pampa Hermosa - Juisha - Cucha - Oratorio - La Colpa - Oratorio - La Capilla - Vista Hermoza |

## Autoridades

### Municipales
- 2023 - 2026[2]
  - Alcalde: JOSÉ DOLORES RAMÍREZ MESTANZA (Renovación Popular).
  - Regidores:

  1. Eliades Tuesta Cachay.
  2. Lily Zumaeta Reátegui.
  3. Jeiner Tomanguilla Mendoza.
  4. Gleny Marleny Cullampe Diapiz.
  5. Judith Margarita Mori Castañeda

### Religiosas
- Obispo de Chachapoyas: Monseñor Emiliano Antonio Cisneros Martínez, OAR.

## Festividades
Las fiestas patronales de la capital Luya se celebran el día de San Juan Bautista, el 24 de junio. 
Como comidas típicas se conoce el cuy con papas, la chochoca con Caransho, el Purtumute, el Fréjol con Ucho de Papa y las Costillas de chancho entre otros.

## Turismo
- Sarcófagos de Carajía o Karajía, son un conjunto de sarcófagos según la tradición funeraria de los chachapoyas, de hasta 2,50 m de alto con formas humanas. Fueron descritos en 1985 por el arqueólogo peruano Federico Kauffmann Doig.[3]